# Динката
Динката е село в Южна България. То се намира в община Лесичово, област Пазарджик.

## География
Динката се намира на 15 км от Пазарджик и на 2 км от магистрала Тракия. Населението се занимава основно със земеделие, както и с бизнес и търговия. Районът е подходящ за всякаква земеделска култура, известен е с качествените си лозови насаждения, които в миналото са се простирали между Карабунар, Калугерово, Памидово и Динката. До селото тече р. Тополница. Местността е равнинна, което е предпоставка да не се задържат облачни маси.
В миналото селото е било известно с оризовите си плантации. Село Динката носи името си от мелница за ориз, наречена "динка". Такива мелници са били типични за областта на селото.

## Обществени институции
Селото е комуникативно и оживено – има редовен транспорт, поликлиника, полицейски участък, поща, аптека, голямо ново училище на три етажа, магазини и заведения за бързо хранене, без бензиностанция.

## Редовни събития
- На Сирни заговезни се провежда кукерски празник наречен Джумал.

## Личности
В с. Динката е роден Кочо Чистеменски.

## Галерия
- Входно шосе в Динката
- Православен храм „Св. Троица“
- Площадът на Динката
- Основно училище „Кочо Честименски“